# Combinat minier et métallurgique de Navoï
Le Combinat minier et métallurgique de Navoï (CMMN) est une entreprise minière ouzbek productrice d'uranium et d'or. Cette société est détenue par l’état de l'Ouzbékistan. Les gisements les plus importants de cette société sont situés dans le désert du Kyzylkoum.
L'origine de cette société remonte en 1958 lorsqu'une mine d'uranium est ouverte à Outchkoudouk dans la province de Navoï.
Dès lors, la République socialiste soviétique d'Ouzbékistan fournit l'uranium du complexe militaro-industriel de l'Union soviétique, avec une production annuelle qui atteint 3 800 tonnes d'uranium au milieu des années 1980.
Le 1er novembre 2006 est créée une entreprise ouzbéko-russe pour l’exploitation et la commercialisation de l’uranium ouzbek, entre du côté de l'Ouzbékistan, le Combinat minier et métallurgique de Navoï et le Comité d’État à la géologie et aux ressources minières et d’autre part deux entreprises russes, Techsnabexport et Rusburmach.
En 2008, la compagnie sud-coréenne Korea Electric Power Corporation (Kepco) signe un contrat de fourniture de 2 600 tonnes d'uranium jusqu'en 2015. 
En 2011, la société réalise un chiffre d'affaires de 3,5 milliards de dollars. En 2012, elle emploie 65 000 personnes. En 2013, 1 663 tonnes d'uranium sont livrés à la Chine, pour laquelle l'Ouzbékistan est le second fournisseur d'uranium après le Kazakhstan.
En 2014, le CMMN a signé un contrat de livraison en Inde de 2 000 tonnes de concentrés d'uranium par an jusqu'en 2018.

## Implantations

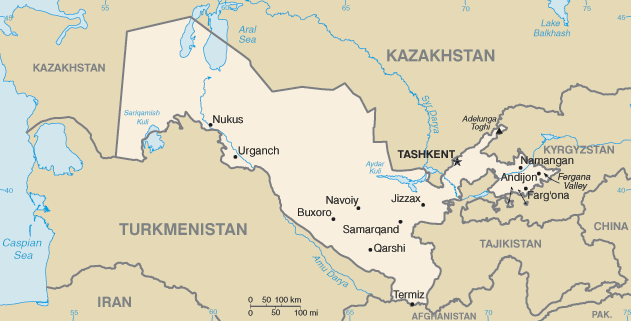
Carte de l'Ouzbékistan

- Division minière nord, Outchkoudouk :
  - Mine de Outchkoudouk
  - Mine de Kendykijube
- Division minière sud, Zafarabad :
  - Mine de Sabyrsaj
  - Mine de Ketmenchi
  - Mine de Shark
  - Mine de Ulus
- Division minière no 5, Nurobod :
  - Mine de Bukinai Nord
  - Mine de Bukinai Sud
  - Mine de Beshkak
  - Mine de Lyavlyakan
  - Mine de Tokhumbet
- Division minière est :
  - Gisement de Sugraly
- Usine de concentration de Navoï[4]